# Lisa bläst Trübsal
Lisa bläst Trübsal (engl. Originaltitel: Moaning Lisa) ist die sechste Folge der ersten Staffel der US-amerikanischen Zeichentrickserie Die Simpsons.

## Handlung
Ohne ersichtlichen Grund ist Lisa eines Morgens niedergeschlagen und hält sich gegenüber ihrer Familie lieber zurück. Später fällt sie im Schulorchester durch schlechtes Saxophonspiel ihrem Lehrer negativ auf; auch im Sportunterricht fühlt sie sich alleingelassen und wird ohne Gegenwehr von ihren Klassenkameraden mit Bällen abgeworfen. Als sie deshalb am Abend einen Brief von der Schule nach Hause bringt, will sie auch ihren Eltern nichts von ihrer Traurigkeit erzählen. 
Nachdem sie beim Spielen ihres Saxophons von ihrem Vater verärgert worden ist, hört sie in ihrem Zimmer aus der Ferne Saxophonmusik. Sie folgt ihr bis zu einer Brücke und trifft dort auf den Saxophonspieler Zahnfleischbluter Murphy. Murphy bringt Lisa bei, ihre Gefühle mit dem Saxophon richtig auszudrücken. Zusammen spielen sie auf ihren Instrumenten und haben Spaß, weshalb Lisa nicht mehr ganz so unglücklich ist. Während ihres Songs kommt Marge angefahren und sammelt Lisa ein. Am Tag darauf rät Marge ihrer Tochter, sie solle immer sie selbst bleiben und niemandem etwas vormachen.
In der Zwischenzeit spielen Homer und Bart immer wieder dasselbe Videospiel, wobei Bart immer gewinnt. Homer geht in eine Spielhalle und nimmt Nachhilfestunden bei einem minderjährigen Jungen, der dieses Spiel bestens kennt. Stunden später spielen Homer und Bart wieder gegeneinander, wobei Homer dieses Mal kurz vor seinem ersten Sieg steht. Marge jedoch zieht den Stecker des Fernsehers und verkündet zusammen mit Lisa, dass diese geheilt und nicht mehr traurig ist. Zusammen hört sich die Familie am Abend in einer Bar Zahnfleischbluter Murphy an, der den von ihm und Lisa geschriebenen Song spielt.

## Produktion

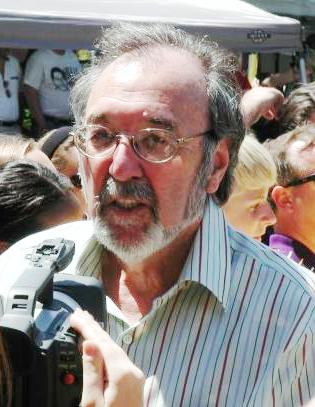
Die Idee zu dieser Folge hatte Produzent James L. Brooks.

Lisa bläst Trübsal ist die erste Folge der Serie, in der Lisa Simpson im Mittelpunkt steht. Die Idee zu dieser Folge kam von Produzent James L. Brooks, der eine Folge machen wollte, in der Lisa traurig ist, aber nicht den Grund dafür kennt. Die Autoren dachten auch, dass sie bereits mehrere „scherzhafte“ Episoden gemacht hätten und wollten daher etwas Neues, das „wirklich emotional und süß“ ist. Der Song, den Lisa in dieser Folge singt, tauchte in einer erweiterten Form auf der 1990 erschienenen CD The Simpsons Sing the Blues auf.
Das Design des Charakters Mr. Largo, Lisas Musiklehrer, der in dieser Episode seinen ersten Auftritt hat, wurde teilweise durch den Musiklehrer, den Schöpfer Matt Groening als Kind hatte, inspiriert. Zahnfleischbluter Murphys Design basierte auf dem berühmten Blues-Musiker Blind Lemon Jefferson. Der Originaltitel, Moaning Lisa, der Episode ist eine Anspielung auf Mona Lisa.

## Rezeption
Die US-amerikanische Erstausstrahlung dieser Folge beendete die Nielsen Ratings der Woche vom 5. bis 11. Februar 1990 mit einem Rating von 13,8 auf dem 34. Platz, womit sie die am höchsten bewertete Sendung auf Fox in dieser Woche war.
Die Autoren des Buches I Can't Believe It's a Bigger and Better Updated Unofficial Simpsons Guide, Warren Martyn and Adrian Wood, schrieben: „Einige Szenen dieser sirupartigsten Simpsons Folge schickten die Zuschauer, mehr als in späteren Staffeln, schnell ins Badezimmer. Ja, die letzten Momente geben dir vielleicht Gänsehaut und sind Welten vom normalen Anti-Schmalz der Serie entfernt, aber es gibt immer noch viel zu empfehlen. Tatsächlich ist die Homer-Bart Nebenhandlung erfolgreicher als die Haupthandlung; Homers Albtraum über ihr Verhältnis ist wirklich beunruhigend.“ In einer DVD-Rezension der ersten Staffel der Serie gab David B. Grelck der Folge eine Bewertung von 2,5 von 5 Punkten und fügte hinzu: „Lisa entwickelt in dieser Folge viel von ihrer zukünftigen Persönlichkeit. Die Dynamik der Familie beginnt sich zu fügen, wie die Beziehung zwischen Homer und Lisa.“ Colin Jacobson sagte in einer weiteren Rezension, dass diese Episode insgesamt ziemlich trist sei und fügte bei: „Sie hatte einige Momente, wie die Videospiel-Boxkämpfe zwischen Homer und Bart, Lisa aber fehlte an dieser Stelle die Kraft, eine gesamte Folge zu tragen.“